# Mathilda May
Mathilda May, all'anagrafe Karima Mathilda Haïm (Parigi, 8 febbraio 1965), è un'attrice francese di origine turca, greca e svedese, in attività dalla metà degli anni ottanta.
Tra i film a cui ha partecipato, ricordiamo: Space Vampires, Il grido del gufo, Grido di pietra, Tango nudo, La teta y la luna, e The Jackal. Ha inoltre recitato in alcune miniserie televisive di produzione anche italiana, quali Il segreto del Sahara (1987-1988), Perlasca - Un eroe italiano (2002) e Soraya (2003).
È figlia del drammaturgo e attore Victor Haïm e sorella dell'attrice Judith Réval.

## Biografia
Figlia del drammaturgo e attore teatrale ebreo di origine greco-turca Victor Haïm e di una coreografa svedese  (ex-étoile della Ballet Company di Malmö), segue inizialmente le orme della madre, cominciando a praticare la danza all'età di 8 anni, attività per cui, nel 1981, si guadagna anche il premio del Conservatorio di Danza di Parigi.
Nel 1984 avviene però la svolta che la porta a scegliere la recitazione, grazie all'interessamento dell'agente Myriam Bru.
Nello stesso anno, esordisce al cinema nel film Nemo di Arnaud Sélignac e l'anno seguente ottiene una parte nel film inglese Space Vampires di Tobe Hopper (1985), dove interpreta il ruolo di una seducente vampira spaziale.
Nel 1987 recita nel film Il grido del gufo di Claude Chabrol, ruolo per il quale ottiene il Premio César nel 1988 come migliore promessa femminile.
Un altro riconoscimento giunge l'anno 
dopo con il Premio Romy Schneider.
Negli anni novanta recita, tra gli altri, nei film Grido di pietra (1991) di Werner Herzog, Becoming Colette (1991), The Jackal (1997).
All'attrice è stata dedicata nel 1992 una canzone del gruppo francese Les Musclés
Nel 1996, insieme ad altri attori, compare anche nel videogioco Privateer 2: The Darkening.
Recita in due miniserie televisive, Perlasca - Un eroe italiano (2002) di Alberto Negrin (che l'aveva già diretta in una puntata di Piazza Navona nel 1988) e Soraya (2003).

## Vita privata
È stata sposata due volte, con Paul Powell (dal 1991 al 1993) e con Phillippe Kelly, entrambi musicisti, e ha avuto una relazione, durata cinque anni (dal 1994 al 1999), con l'attore Gérard Darmon, dal quale ha avuto due figli, Sarah e Jules.

## Filmografia parziale

### Attrice

#### Cinema
- Nemo (1984)
- Space Vampires (Lifeforce), regia di Tobe Hooper (1985)
- Il grido del gufo  (Le Cri du hibou), regia di Claude Chabrol (1987)
- Trois places pour le 26, regia di Jacques Demy (1988)
- Tango nudo (Naked Tango), regia di Leonard Schrader (1991)
- Grido di pietra (Cerro Torre: Schrei aus Stein), regia di Werner Herzog (1991)
- Becoming Colette, regia di Danny Huston (1991)
- Isabelle Eberhardt, regia di Ian Pringle (1992)
- La teta y la luna, regia di Juan José Bigas Luna (1994)
- Il sosia (Grosse fatigue), regia di Michel Blanc (1994)
- Celluloide, regia di Carlo Lizzani (1996)
- The Jackal, regia di Michael Caton-Jones (1997)
- Love Express (2004)
- L'innocenza del peccato (La Fille coupée en deux) regia di Claude Chabrol (2007)
- Gli infedeli (Les Infidèles), di registi vari (2012)

#### Televisione
- Se un giorno busserai alla mia porta - miniserie TV (1986)
- Il Segreto del Sahara, regia di Alberto Negrin  - miniserie televisiva (1988)
- Piazza Navona - serie TV, 1 episodio (1988)
- The Whipping Boy (1995)
- La fattoria del coccodrillo (1996)
- Only Love, regia di John Erman (1998)
- Perlasca - Un eroe italiano, regia di Alberto Negrin - film TV (2002)
- Soraya - miniserie televisiva (2003)
- Soyez prudents... (2003)
- L'Homme pressé (2005)

### Doppiatrice
- Pocahontas, regia di Mike Gabriel ed Eric Goldberg (1995)

## Teatro
- 1994: Le Retour, di Harold Pinter, regia di Bernard Murat
- 2008: Plus si affinités,  di Mathilda May e Pascal Légitimus, regia di Gil Galliot
- 2009: Plus si affinités

## Discografia
- 1992:  Mathilda May

## Pubblicazioni bibliografiche
- 2007: Personne ne le saura

## Riconoscimenti
- Premio César
  - 1988 – Migliore promessa femminile per Il grido del gufo

- Premio Romy Schneider
  - 1989 – Vinto

## Doppiatrici italiane
Nelle versioni in italiano dei suoi film, la May è stata doppiata da:
- Anne Marie Sanchez in La teta y la luna
- Roberta Greganti in The Jackal
- Laura Boccanera ne L'innocenza del peccato
- Germana Longo in Dream One
- Gabriella Borri in Tango nudo
- Cristiana Lionello in Space Vampires
- Chiara Colizzi in Soraya
- Monica Gravina in Grido di pietra